# Cultura Las Mercedes
La Cultura Las Mercedes és una de les més antiga de la plana chaco-santiaguenya, ja que es va desenvolupar entre els anys 400 aC i el 700. Pertany al període agroterrisser primerenc. Ha instat els seus assentaments sobre els marges dels rius Dulce i Salado i la seva dispersió va tenir influència cap a l'oest de la província de Santiago del Estero, Argentina.
Bàsicament va ser una societat de caçadors-recol·lectors que es va assentar en llogarets estables i va iniciar les pràctiques d'una agricultura incipient. La seva economia va ser mixta, van implementar el cultiu en sòls baixos que posseeixen una capa freàtica molt a prop de la superfície, la pesca i caça d'animals aquàtics així com una abundant recol·lecció del garrofa i chañar. Amb aquesta cultura es va introduir a la regió de planes la ideologia del culte al felí.
Sobre el final del període s'observen contactes amb la Cultura de La Aguada o amb altres cultures de les planes a les que van transmetre els seus fonaments ideològics. El medi ambient presentava la possibilitat d'una gran diversificació de recursos, afavorint la vida en llogarets d'aquests grups de tradició nòmada.
La ceràmica característica va del gris al negre molt polit, amb incisions geomètriques i freqüent farcit de pasta blanca. Es troba una mica de ceràmica vermellosa i fins i tot pintada de manifesta influència de la Cultura Condorhuasi. Els motius del dibuix predominants són serrats. Existeixen destrals de pedra, abundants puntes de fletxa triangulars, pedres de llaç amb boles, punxons d'os, etc.
Les habitacions van haver de ser de material perible, i en les tombes hi ha enterraments de criatures en urnes. Les restes humanes d'un enterrament localitzat a la conca superior del riu Dulce constitueixen un notable troballa causa de l'absència de registres bioarqueològics en referència als integrants d'aquestes societats terrissaires. Els esquelets romanents jeien a 130 centímetres de la superfície, conformant un enterrament de tipus directe.
Li succeiria la Cultura Sunchituyoc.

## Descripció

### Ubicació cronològica i geogràfica

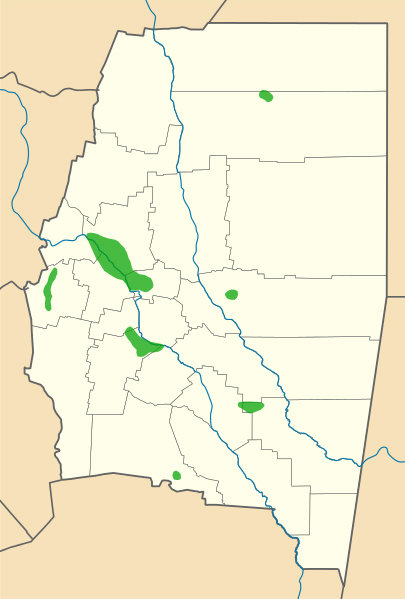
Cultura de Las Mercedes a Santiago del Estero, Argentina

La Cultura Las Mercedes es va desenvolupar entre el 400 aC i el 700. Es va localitzar a les serres de Sumampa i Guasayán, a l'interior de la província argentina de Santiago del Estero. La ceràmica que identifica aquesta cultura pot ser gris negra (si va ser feta al forn tancat), o bé vermellosa (si es la va coure en atmosferes oxidants (forns oberts)). Les peces poden ser llises, gravades o pintades de blanc sobre fons vermell o negre, amb motius geomètrics.
Tot i la gran quantitat de material arqueològic procedent de la regió de Santiago del Estero, són pocs els estudis desenvolupats. En una època, els germans Emilio i Duncan Wagner van atribuir en la seva teoria de la Civilització Chaco-Santiaguenya una exagerada antiguitat a les cultures de la mesopotàmia santiaguenya. Van postular un hipotètic «Imperi de les planes» i les van emparentar amb remotes civilitzacions del Pròxim Orient. Després es va arribar a la conclusió que aquestes cultures són similars i en gran part contemporànies amb altres del Nord-oest argentí. A Santiago del Estero el període agroterrisser primerenc estaria representat per la cultura de Las Mercedes.
Segons les dades disponibles, Las Mercedes és l'entitat cultural entre els rius Dulce i Salado més antiga de la regió. El seu bateig i catalogació va ser obra de l'arqueòleg Roque Gómez. Amb un patró d'assentament aparentment diferent del de la tradició posterior, Las Mercedes es dispersa al sector occidental de la província, amb instal·lacions extremes fins ara conegudes ubicades entre els rius Dulce i Salado, específicament en el llogaret de Sayanita.

### Característiques
Els trets ceràmics de Las Mercedes es poden sintetitzar en dos grans grups: 
- un grup de terrissa negra incisa, amb formes i decoració que la vinculen a cultura de La Ciènaga i la cultura de La Aguada de l'àrea Valliserrana.

- un altre grup, anomenat «Cortaderas»,[4] és de color vermellós i amb decoració tricolor negre i blanc, els exemplars més típics es troben a la zona del Departament Ambato.[5]

Alguna d'aquestes peces, pertanyents a la col·lecció Rosso, presenten figures draconiformes i altres antropomorfes (Aguada), i els seus trets facials presenten el particular nas anomenat «ganxut»; aquests motius es completen amb altres motius geomètrics. Les representacions figuratives semblen poc comuns en el territori de Santiago del Estero. En general les peces «Cortaderas» de Santiago del Estero conserven només el escalonat i la morfologia característics de cossos superposats i base cònica. Aparentment en penetrar en la plana, l'estil Cortaderas perd alguns dels temes que la individualitzaven a Ambato. D'altra banda tampoc hi ha bones dades sobre els percentatges relatius d'aquest grup respecte als altres tipus Las Mercedes, ni sembla clar que la seva associació hagi estat permanent.
Altres elements del context són comuns a la tradició posterior: les puntes lítiques triangulars petites, la indústria de l'os, o la presència de miniatures. En aquest sentit, Las Mercedes és una espècie de pont entre les entitats culturals de l'Ambato i la típica tradició de la plana. No hi ha dades sobre el sistema econòmic, a part de la seva activitat caçadora i pescadora. També s'especula que tingués una horticultura molt primitiva.

### Conclusions
És clar que aquesta problemàtica d'identitat s'insereix en consideracions més àmplies, com ara l'ús del concepte de «cultura» per a les entitats conegudes del nord-oest argentí. Per exemple, la cultura de La Aguada és present a Ambato, però hi ha diferències notòries amb la cultura Hualfín, on ha estat millor estudiada.
A mesura que un estil es dispersa pateix modificacions i incorpora elements que estaven absents a la regió on se la va aïllar рer primera vegada. Tot això fa que la dinàmica d'interrelacions espaciotemporals resulti molt més complexa que el es pretén expressar a través d'una seriació lineal. També resulta font d'errors tancar elements contextuals locals dins el rètol de «cultura», perquè d'aquesta forma l'arqueòleg acaba creant moltes cultures, aparentment dissociades, quan en realitat pot tractar-se d'una sola tradició o horitzó cultural, que contingui varietat de manifestacions locals, amb trets que les particularitzen, però que no les aïllen de la totalitat. Aquestes consideracions es fan perquè es pugui entendre que davant d'una situació com la que planteja Las Mercedes, la solució no és local sinó global, en relació al nord-oest argentí. No hi ha dubte que Las Mercedes és originalment intrusiva a Santiago del Estero, de manera que el que caldrà esbrinar-se són les causes de la dispersió i les condicions en què es va produir i els tipus de relacions que es van establir amb les societats que ja ocupaven la plana .
Des d'aquest punt de vista, Las Mercedes és una entitat cultural que penetra a Santiago occidental perquè les seves serres formen part del sistema ecològic de l'Ambato. Рer tant, almenys en els seus moments finals, Las Mercedes va haver d'estar en contacte amb la cultura de La Aguada i al mateix temps s'introdueix a l'interior de la plana i va haver de fer contacte també amb els portadors de Fase Las Lomas, que comença potser cap a l'any 800 de la nostra era i que constitueix la més antiga de les fases de la tradició cultural Chaco-Santiaguenya pròpiament dita.
També queda pendent l'estudi dels mecanismes d'adaptació i les raons per les quals els portadors de materials de Las Mercedes s'expandeixen fins a zona entre els rius Dulce i Salado. Del que no hi ha dubte és que d'alguna manera van entrar en contacte amb grups amb terrissa de tècniques de la Cultura Sunchituyoj i els van transmetre elements de la seva ideologia draconiforme, com ho mostren els mussols draconitzats de Fase Las Lomas.

## Galeria d'imatges

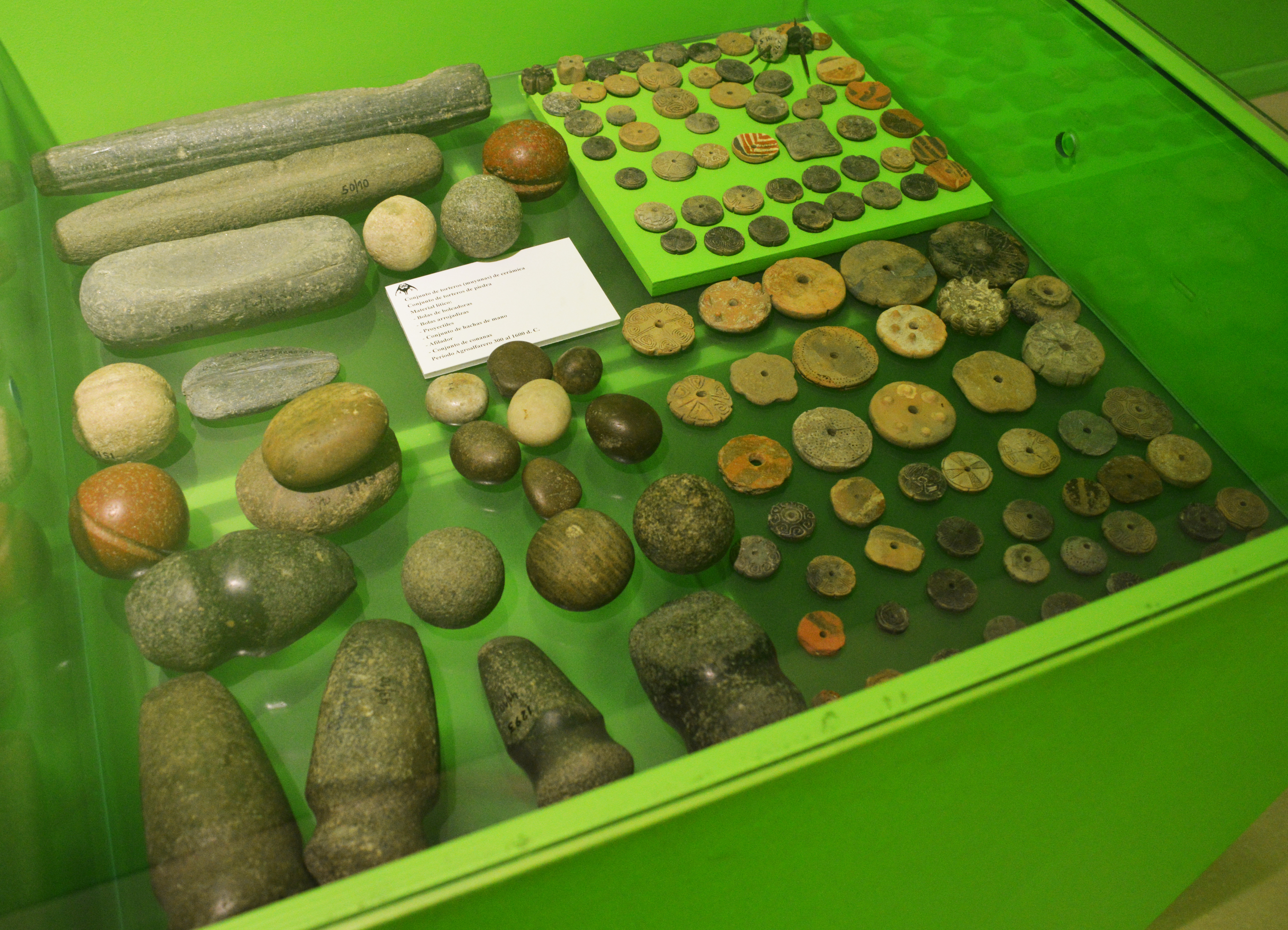
Conjunt de materials lítics. Museu de Ciències Antropològiques «Emilio i Duncan Wagner», Centre Cultural del Bicentenari, Santiago del Estero
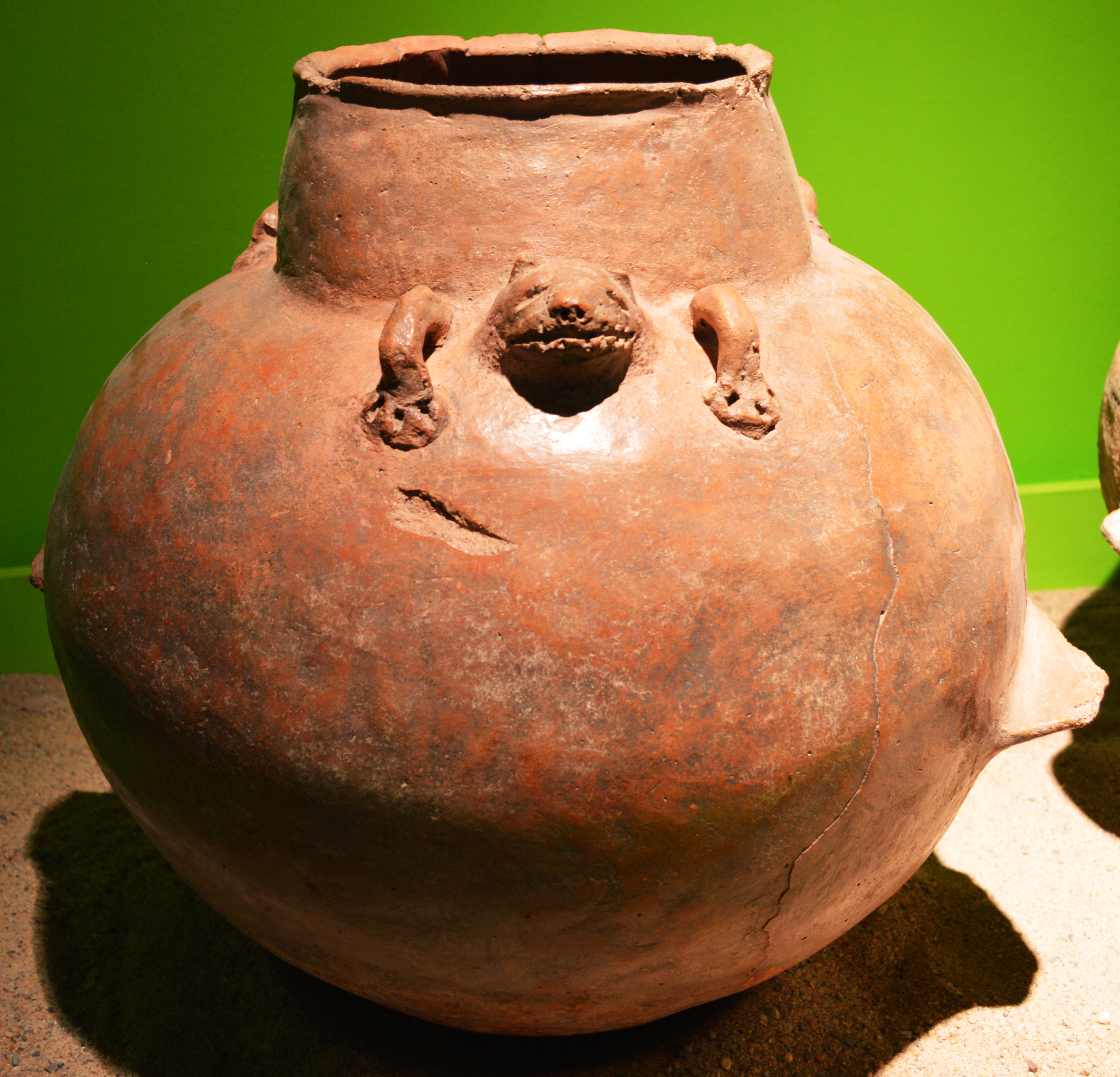
Urna vermellosa amb figura draconiforme. Museu de Ciències Antropològiques «Emilio i Duncan Wagner», Centre Cultural del Bicentenari, Santiago del Estero
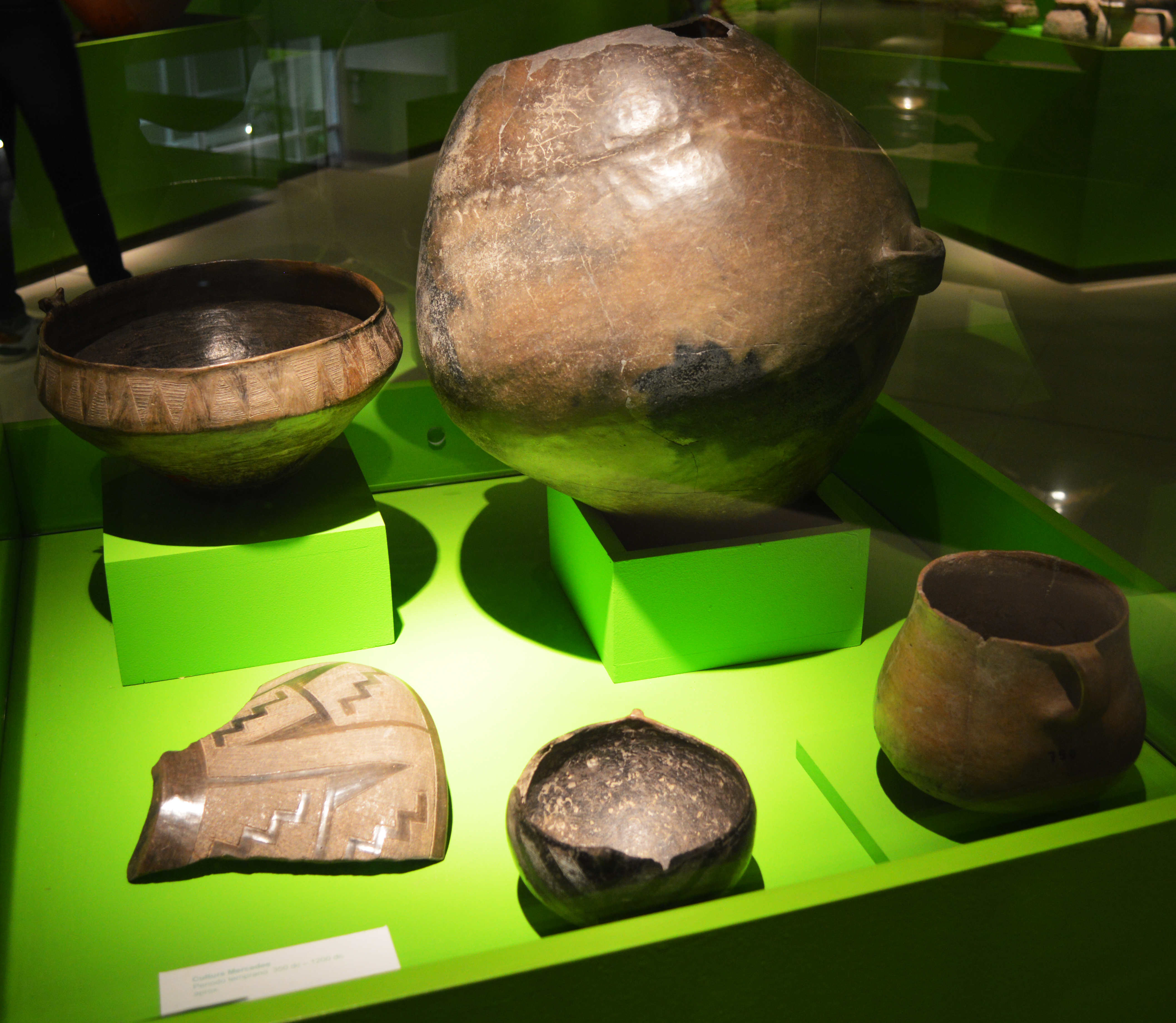
Terrissa negra incisa de la Cultura Las Merdes. Museu de Ciències Antropològiques «Emilio i Duncan Wagner», Centre Cultural del Bicentenari, Santiago del Estero